# 30296 Bricehuang
30296 Bricehuang è un asteroide della fascia principale. Scoperto nel 2000, presenta un'orbita caratterizzata da un semiasse maggiore pari a 2,6319320 UA e da un'eccentricità di 0,0718791, inclinata di 9,68726° rispetto all'eclittica.